# José Eulate
José Antonio Gómez Álvarez de Eulate (Salamanca, España, 10 de mayo de 1955) es un exfutbolista y entrenador español. Jugaba de delantero y actualmente no tiene equipo desde que abandonara el Club Atlético Bembibre de la Tercera División de España al finalizar la temporada 2001-2002. Se mudó a Ponferrada a la edad de dos años.

## Trayectoria

### Como futbolista
Fue formado en la base del de Club Deportivo Santa Marta de Ponferrada.

#### Ponferradina
Debutó como sénior con la S.D. Ponferradina en 1973, jugando esa temporada 1973-1974 en Tercera División y la 1974-1975 en Regional al haber descendido el año anterior, aunque no terminaría la temporada en el conjunto de Ponferrada. En la temporada 1975-1976 jugó también en calidad de cedido por el Real Betis Balompié en el Jerez Industrial C.F. en Tercera División

#### Betis
En enero de 1975 ficha por el Real Betis Balompié de Primera División. En esta temporada fue cedido al Jerez Industrial C.F. de Tercera División
Eulate fue raramente utilizado por los andaluces durante su estancia en el conjunto verdiblanco, pero formó parte de la plantilla que ganó la Copa del Rey en 1977 contra el Athletic Club, jugando la segunda mitad del tiempo extra y convirtiendo su lanzamiento de penalti en la tanda (8-7).
En la siguiente temporada el Real Betis Balompié descendió a Segunda División.

#### Recreativo de Huelva
En enero de 1979, fue cedido al vecino Recreativo de Huelva que militaba en Primera División mientras que el Real Betis Balompié se encontraba en Segunda División. Esa temporada el Recreativo de Huelva descendió a Segunda División y Eulate firmó por el Levante U.D. de Segunda División.

#### Levante
Eulate era una figura omnipresente para el equipo valenciano, con el que sufrió un descenso más en 1982, esta vez a Segunda División B y abandonó el equipo.

#### Albacete
Permaneció dos temporadas en el Albacete Balompié de Segunda División B, desde 1982 hasta 1984.

#### Ponferradina
Regresó a la S.D. Ponferradina en 1984, en ese momento el equipo militaba en Tercera División y a raíz de tres buenas temporadas, el equipo consigue el ascenso a Segunda División B en 1987.
Se retiró en 1989 a la edad de 34 años.

### Como entrenador

#### Atlético Bembibre
Después de retirarse, Eulate comenzó en los baquillos en 1991 como entrenador del Atlético Bembibre en Tercera División.

#### Ponferradina
José Eulate se hizo cargo de la dirección técnica de la S.D. Ponferradina a principios de la temporada 1994-1995, ya que en la temporada anterior se había consumado el descenso del equipo a Tercera División y el equipo estaba atravesando muy malos momentos tanto económica como deportiva mente, por lo que se opta por gente de la casa para sacar el equipo a flote, pero en la primavera de 1995 y tras unas declaraciones suyas, este es apartado de sus funciones como máximo responsable técnico y el entrenador del equipo juvenil Aníbal Rodríguez pasa a ejercer sus funciones frente a la primera plantilla. Tras 15 días y dos partidos al frente del equipo, saldados con un empate fuera y una victoria en casa, Aníbal Rodríguez anuncia después del segundo partido que ya ha cumplido su misión y ahí termina su periplo como entrenador de la primera plantilla, cosa que extraña a la junta gestora, ya que habían previsto mantenerlo en el cargo hasta final de temporada. Es entonces cuando José Eulate vuelve a su cargo y el equipo termina la temporada en la décima posición.
El 16 de octubre de 1995 José Eulate vuelve a ser destituido debido a la falta de confianza.

#### Atlético Bembibre
Eulate regresó al Atlético Bembibre en 2001 en la que fue su última temporada como entrenador.

## Clubes

### Como jugador
| Club                               | País   | Año         | Categoría          | Part. | Gol. |
| ---------------------------------- | ------ | ----------- | ------------------ | ----- | ---- |
| S.D. Ponferradina                  | España | 1973 - 1974 | Tercera División   | 42    | 9    |
| S.D. Ponferradina                  | España | 1974        | Regional           | 42    | 9    |
| Real Betis Balompié                | España | 1975        | Primera División   | 44    | 7    |
| Real Betis Balompié                | España | 1975 - 1976 | Primera División   | 44    | 7    |
| Real Betis Balompié                | España | 1976 - 1977 | Primera División   | 44    | 7    |
| Real Betis Balompié                | España | 1977 - 1978 | Primera División   | 44    | 7    |
| Real Betis Balompié                | España | 1978        | Segunda División   | 44    | 7    |
| R.C. Recreativo de Huelva (cedido) | España | 1979        | Primera División   | 9     | 2    |
| Levante U.D.                       | España | 1979-1980   | Segunda División   | 96    | 13   |
| Levante U.D.                       | España | 1980-1981   | Segunda División   | 96    | 13   |
| Levante U.D.                       | España | 1981-1982   | Segunda División   | 96    | 13   |
| Albacete Balompié                  | España | 1982-1983   | Segunda División B | 36    | 7    |
| Albacete Balompié                  | España | 1983-1984   | Segunda División B | 36    | 7    |
| S.D. Ponferradina                  | España | 1984-1985   | Tercera División   | 125   | 75   |
| S.D. Ponferradina                  | España | 1985-1986   | Tercera División   | 125   | 75   |
| S.D. Ponferradina                  | España | 1986-1987   | Tercera División   | 125   | 75   |
| S.D. Ponferradina                  | España | 1987-1988   | Segunda División B | 125   | 75   |
| S.D. Ponferradina                  | España | 1988-1989   | Segunda División B | 125   | 75   |

### Como entrenador
| Club              | País   | Año       | Categoría        |
| ----------------- | ------ | --------- | ---------------- |
| Atlético Bembibre | España | 1991-1992 | Tercera División |
| Endesa As Pontes  | España | ?-?       | ?                |
| S.D. Ponferradina | España | 1994-1995 | Tercera División |
| S.D. Ponferradina | España | 1995      | Tercera División |
| Atlético Bembibre | España | 2001-2002 | Tercera División |